# Christopher Pike
Pour les articles homonymes, voir Christopher Pike (Star Trek) et Pike.
Œuvres principales
- Spooksville

Christopher Pike, de son vrai nom Kevin Christopher McFadden, né le 12 novembre 1955 à New York, est un écrivain américain de littérature fantastique pour la jeunesse. Surnommé le « Stephen King des adolescents », Christopher Pike est une personne mystérieuse, relativement discrète sur sa vie privée, ce qui explique que l'on connaît peu de choses de lui. 
Netflix adapte la série The Midnight Club en 2022, d'après son roman publié en 1994. 

## Biographie
Kevin McFadden a abandonné ses études universitaires pour se mettre à créer des programmes informatiques avant de se tourner vers l'écriture. Il a écrit beaucoup de livres pour adolescents.     
Il vit aujourd'hui à Santa Barbara, en Californie.

## Œuvres
Collection La Vampire : 
- La Promesse
- Sang noir
- Tapis rouge
- Fantôme
- La Soif du mal
- Les Immortels

Edition J'ai lu (collection Peur bleue): 
- Les Monstres
- Week-end fatal
- Diaboliquement vôtre
- Un squelette sous la mer
- La Tombe des vivants
- Ultime voyage
- Dernier acte
- La Chaîne de la mort
- La Chaîne de la mort 2
- L'Ombre froide
- Prémonitions
- Âmes égarées
- Scénario Macabre
- la saison du passage

Edition Pocket jeunesse :
- La Falaise maudite
- Souvenez-vous de moi (trilogie)
- Spooksville

Edition ADA
- Le Monde des sorcières, tome 1 : La Reine rouge
- Le Monde des sorcières, tome 2 : Le Chevalier noir